# Abdullah Al Muzayen
Abdullah Al Muzayen, né le 8 février 1988 à Koweït, est un joueur professionnel de squash représentant le Koweït. Il atteint le 33e rang mondial en mai 2013, son meilleur classement. Il est médaille d'or aux Jeux asiatiques de 2014.

## Palmarès

### Finales
- Championnats d'Asie : 2 finales (2013, 2015)
- Championnats d'Asie par équipes : 2 finales (2008, 2022)